# بانو گودایوا کاونتری
بانو گودایوا کاونتری (انگلیسی: Lady Godiva of Coventry) یک فیلم به کارگردانی آرتور لوبین است که در سال ۱۹۵۵ منتشر شد.

## بازیگران
- مورین اوهارا
- جورج نادر
- ویکتور مک‌لاگلن
- گرانت ویثرز
- کلینت ایستوود
- آرتور شیلدز
- ادوارد فرانز
- هنری براندون
- رابرت وارویک
- تورین تاچر